# Metlatónoc
Metlatónoc là một đô thị thuộc bang Guerrero, México. Năm 2005, dân số của đô thị này là 17398 người.